# Round Bay (zatoka po zachodniej stronie Inner Island)
Round Bay – zatoka (ang. bay) w kanadyjskiej prowincji Nowa Szkocja, w hrabstwie Shelburne, po zachodniej stronie wyspy Inner Island; nazwa urzędowo zatwierdzona 25 czerwca 1974.